# 同質
| ウィキペディアには「同質」という見出しの百科事典記事はありません（タイトルに「同質」を含むページの一覧/「同質」で始まるページの一覧）。 代わりにウィクショナリーのページ「同質」が役に立つかもしれません。 |